# Rádiózás

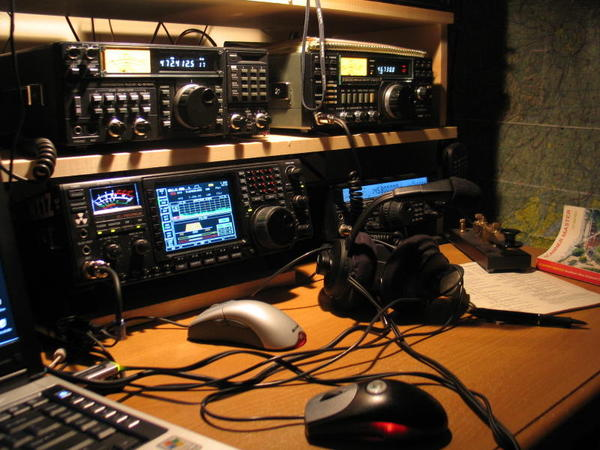
Amatőr rádió adó-vevő állomás kezelőfelülete

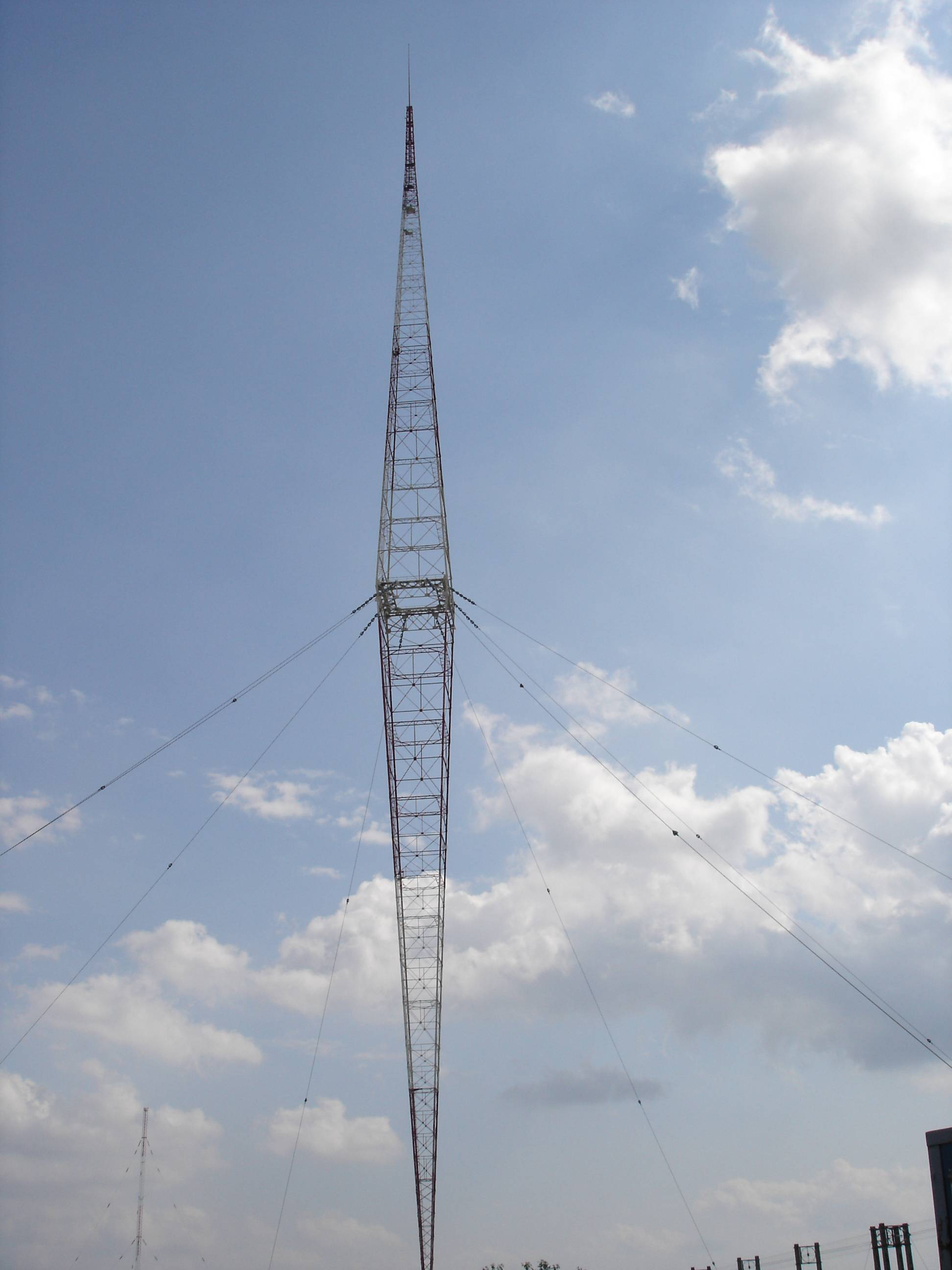
A Lakihegyi adótorony középhullámon sugárzó rádióantenna

A rádiózás a fénynél alacsonyabb frekvenciájú elektromágneses hullámok modulációjával működő, jeltovábbításra használt technológia. Megkülönböztetünk rádióadót és rádióvevőt (illetve rádió-adóvevőt) a jeltovábbítás irányának megfelelően, mivel ezek működése és belső felépítése jelentősen eltérő. Napjainkban a GSM, Bluetooth, GPS, Wifi adatátvitel is erre épül.

## Története
Pontos megegyezés nincs azt illetően, hogy ki volt a rádió feltalálója. Nikola Tesla, Guglielmo Marconi és Alekszandr Popov egymástól függetlenül találták fel a szikratávírót (Marconi Tesla asszisztense volt Amerikában, ahol láthatta Tesla kutatásait és azok eredményeit). Marconi 1901-ben sikeresen bemutatta a rádióhullámok vezeték nélküli sugárzását és detektálását, amiért 1909-ben fizikai Nobel-díjat kapott. Tesla beperelte azzal a váddal, hogy ellopta a találmányát. 1943-ban az Amerikai Legfelső Bíróság hivatalosan is Teslának tulajdonította a rádió feltalálását. Azt viszont tudjuk, hogy Marconi 1902-ben már tudott Morse-jeleket küldeni Milánóból, illetve ő fejlesztette ki kereskedelmi, haditechnikai értelemben jól használható eszközzé a szikratávírót.
Később, az 1910-es években kezdték el a nagyobb hatótávolságú rádiók fejlesztését. Az első rádióadást, amely emberi hangot közvetített, Lee de Forest valósította meg 1910. január 12-én. A Tosca előadását közvetítette a Metropolitan operaházból. Az adást néhány száz készülékkel hallgatták.
Amerikai és angol tudósok 1920-ra kidolgozták a mai rádiók elvén alapuló készüléket, amely emberi hang, és zene továbbítására is alkalmas volt. Az első kereskedelmi rádióadó, a KDKA 1920-ban, a Pennsylvania állambeli Pittsburgh-ben kezdte meg működését. Az RCA 1929-ben kezdte meg rendszeres műsorszolgáltatását. Nagy-Britanniában 1922-ben, Budapesten már 1925. december 1-jén elindult a rádióadás.

### Adástechnika

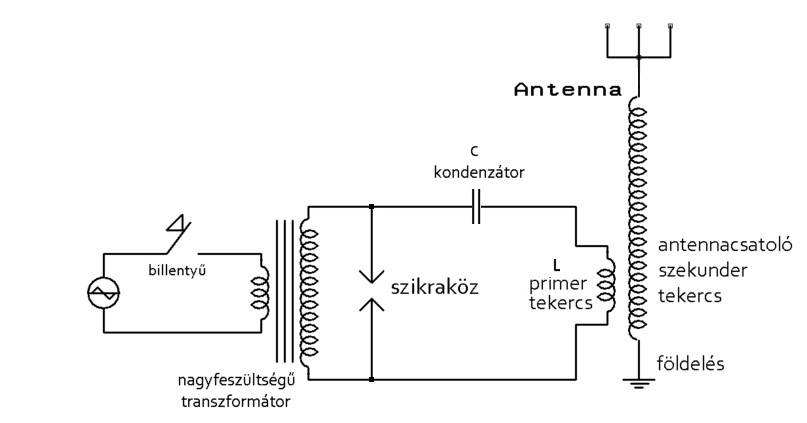
Szikraadó Marconi-féle kapcsolási vázlata

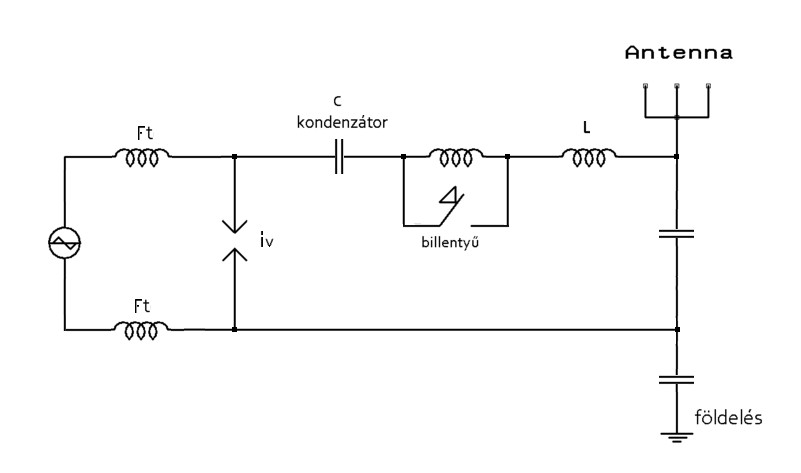
Ívfényes adó kapcsolási vázlata

- Szikraadó. Az ábrán látható szikraadó működése: A kisfrekvenciás generátor által keltett szinuszos feszültség a billentyű lenyomásakor a transzformátor primer tekercsére kapcsolódik. A nagy áttételű transzformátor szekunder tekercsén a primer feszültség sokszorosa (csúcsban 50-100 kV) jelenik meg, és tölti C kondenzátort. Amikor a kisfrekvenciás szinuszos feszültség pillanatértéke eléri a szikraköz átütési feszültségét, a szikraközben kialakuló ív elektromos összeköttetést létesít a feltöltött C kondenzátor és az antennával csatolásban lévő L tekercs között. A feltöltött C kondenzátorban tárolt energia az így kialakult párhuzamos LC rezgőkörben a veszteségek miatt csillapodó rezgést hoz lére. A rezgési frekvenciát L és C értéke határozza meg, a csatolt antennán keresztül ilyen frekvenciájú, csillapodó amplitúdójú jel sugárzódik ki. A transzformátor szekunder feszültsége csökkenésekor a szikra kialszik, a rezgés megszűnik, de a kisfrekvenciás generátor szinuszjelének minden következő félperiódusára a folyamat megismétlődik.
- A csillapodó rezgéseket előállító adó igen nagy sávszélességet foglalt el. Ennek kiküszöbölésére később ívfénnyel hoztak létre csillapítatlan rezgéseket. Az ívfény karakterisztikája negatív ellenállású, amely a rezgőkörben fellépő veszteségeket kompenzálja. Az ábrán látható kapcsolásban az ívet létrehozó generátor Ft fojtótekercsekkel van a rezgőkörről nagyfrekvenciásan leválasztva. E kapcsolásban a billentyű a rezgőkör két tekercsének egyikét zárja rövidre, így a billentyűzéssel az adási frekvencia változik. Nagyobb teljesítményű készülékeknél nem lehetett közvetlenül az adó áramát billentyűzéssel megszakítani. Ilyenkor a billentyűzést elektromágneses relével végezték. A csepeli szikraadót például a Gyáli úti rádióközpontban vezérelték. Az 1919-ben megrendelt Telefunken gépadó és „lámpaadó” 1921-ben váltotta fel Csepelen a szikraadót.
- Gépadó. Igen sok pólusú villamos generátor. Stabilizált fordulatszámú generátoroknál kísérletek történtek a hangátvitelre (modulációra) is
- Elektroncsöves adók (kezdetben katódlámpáknak nevezték őket). A trióda feltalálása után lehetővé vált a csillapítatlan rezgéseknek elektroncsöves oszcillátorral való előállítása. A kezdeti kis teljesítményű adócsövek párhuzamos kapcsolásával hoztak létre nagyobb teljesítményt. A Székesfehérvárott 1921-ben üzembe helyezett lámpaadó 12 darab 1 kW-os adócsővel 10 kW-os teljesítménnyel sugárzott.[2]

### Korai antennák

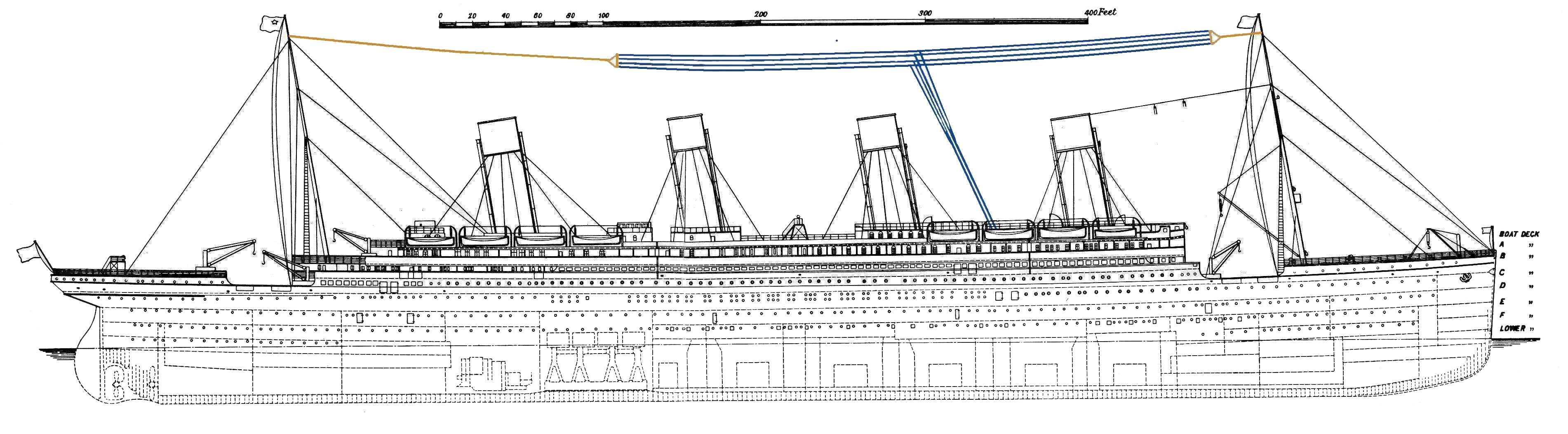
A Titanic antennarendszere több, párhuzamos huzalból kiképzett T-antenna volt (kék színnel jelölve)

A negyedhullámú botantenna kezdetben gondokat okozott, ugyanis a hosszúhullámokhoz rendkívüli antennamagasságot kellett volna létrehozni. Így a korai antennák L vagy T típusú huzalantennák voltak. Az antenna tápvezetéke aktív sugárzó, sugárzása összeadódik a vízszintes huzalok sugárzásával. Emiatt ezek talpponti impedanciája kapacitív, és ezt soros indukcióval (tekerccsel) kellett kiegyenlíteni.
Mára már csökkent a rádió használata a televíziók és egyéb, műsorszolgáltatás vételére alkalmas készülékek miatt, de még mindig méltán emlegethetjük a 20. század egyik legnagyobb találmányaként.

### Intézményi háttér
A rádió kezdeti fejlesztői fizikusok és mérnökök voltak. Az első világháború előtt a tengerhajózás és a haditechnika volt a legnagyobb hajtóereje a fejlesztéseknek. Az első világháború alatt a külkapcsolatok és a diplomácia volt a legnagyobb felhasználója. Az Egyesült Királyság és Németország is a külbirtokokkal való kapcsolatok végett fejlesztette a rádiót, Magyarország a diplomáciai kapcsolatok érdekében, tehát politikai érdekből. Az első világháború után lépett előtérbe a posta, a hírszolgálat (Magyarországon az MTI) és a szórakoztatás.

## Detektoros vevő

Detektoros vevő kapcsolási vázlata

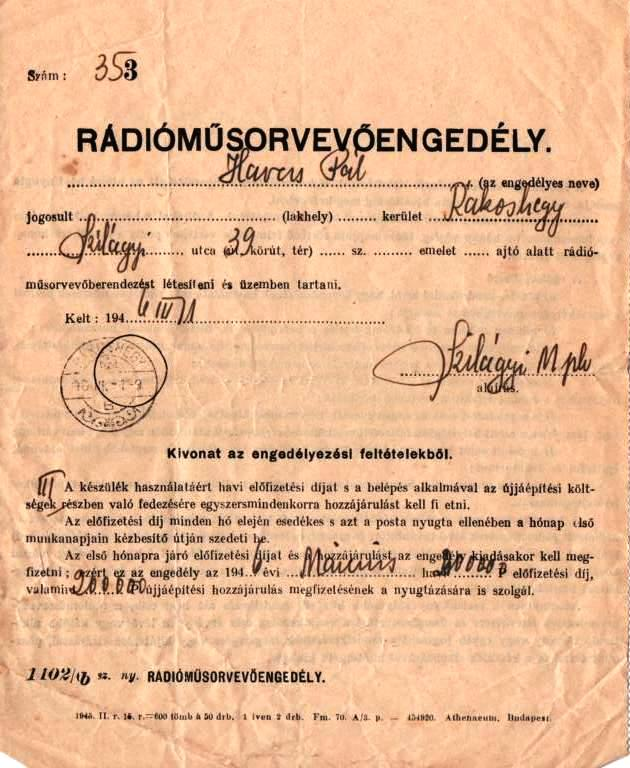
Rádió műsorvevő engedély 1946-ból

A legegyszerűbb vevőkészülék AM-DSB (két oldal sávos amplitúdómodulációval sugárzott) műsorok vételére a detektoros vevőkészülék, amely egy párhuzamos rezgőkörből és egy demodulátorból áll, ezért nagyon egyszerű, jó hangminőségű (az AM-moduláció lehetőségeit figyelembe véve). Csak fejhallgatós vételt tesz lehetővé megfelelően nagy rádiófrekvenciás térerősség esetén (ugyanis a – nagy impedanciájú – hallgató működtetéséhez szükséges energiát az antennából nyert nagyfrekvenciás jelből nyeri ki).
Mivel a detektoros vevőkészülék szelektivitása gyakran nem felel meg a kívánalmaknak, ha a rezgőkör tekercsét irányérzékeny keretantennaként alakítják ki, az segíthet kiszűrni a nem kívánt adóállomás jelét. Úgyszintén szokás volt ún. „hullámcsapda” alkalmazása, amikor is a vevő párhuzamos rezgőkörrel sorosan kapcsoltak egy, a zavaró állomásra hangolható párhuzamos rezgőkört. Mivel a párhuzamos rezgőkör saját rezonanciafrekvencián nagy ellenállást tanúsít, a hullámcsapda a zavaró adó jelének nagyobb részét nem engedte tovább a venni kívánt adóra hangolt rezgőkörre.
A demodulátor dióda lehet galenitkristályhoz szorított acéltű, vagy számos más, házilag is elkészíthető eszköz. A germánium félvezetők megjelenésétől a kis teljesítményű germánium diódák sokkal kedvezőbb karakterisztikájukra tekintettel kiváltották ezeket az eszközöket.

## Egyenes rendszerű vevőkészülék
A legegyszerűbb az úgynevezett egyenes rendszerű vevőkészülék, amely az antennáról érkező rádiófrekvenciás jelet felerősíti, a szelektivitást egy vagy több együtt hangolható rezgőkörrel biztosítja. A demodulálást diódával vagy audion kapcsolással (rácsdemodulátor) biztosítja, majd a hangfrekvenciás jelet tovább erősíti, és megszólaltatja.
Az egyszerű audion kapcsolásnál jobb eredményt lehet elérni a visszacsatolt audion kapcsolással, ahol egy aktív elem (elektroncső vagy tranzisztor) kimenetéről a felerősített nagyfrekvenciás jel egy (változtatható nagyságú) részét a bemenetre visszavezetve (visszacsatolva), a fokozat erősítését egészen a begerjedésig lehetett növelni. A kapcsolás hátránya, hogy begerjedve az antennán rádióadóként kisugároz jeleket, ami a környéken üzemelő vevőkészülékeket zavarja.
Az ún. reflex kapcsolásban a visszacsatolás folytán az első erősítő elem a demodulálás előtti rádiófrekvenciás, és a hangfrekvenciás jelet is erősíti.
Hátrányai:
- Több rezgőkör esetén azok összehangolása nagy szakértelmet igényel (illetve a hangolás együtt futtatásához több forgókondenzátor egységet közös tengelyre kell szerelni, és azokhoz az egymást követő erősítőktől, egymástól nagyságrendekkel különböző amplitúdójú jelet vezetni, így a nemkívánatos szerelési kapacitív csatolások begerjedéshez vezethetnek).
- A rezgőkörök hertzben mért sávszélessége (így a hangminőség is) függ a beállított frekvenciától (a vett állomástól).

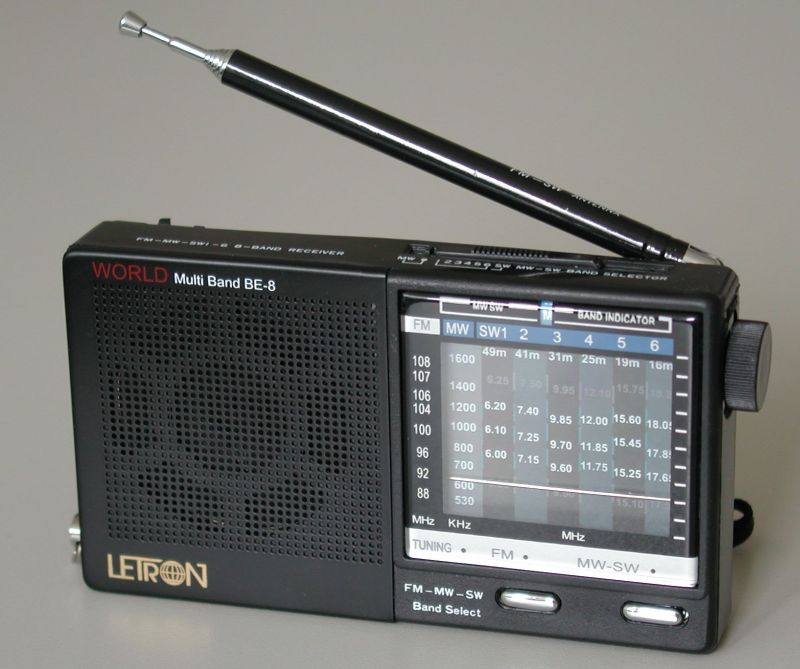
Analóg kivitelű, hordozható „világvevő” rádió, teleszkópos antennával

## Szuper rendszerű készülék
Az egyenes vevőkészülékben a szükséges nagyfrekvenciás erősítést a mindenkori vételi frekvenciára hangolt rezgőkörökkel működő, egymást követő erősítőfokozatokkal érik el. Ennek az eljárásnak az egyenes rendszerű készülékeknél említett hátrányai miatt fejlesztették ki a frekvenciaváltó (frekvenciatranszponáló, szuperheterodin, röviden szuper) rendszerű vevőkészüléket.
A szupervevőben a kívánt nagyfrekvenciás erősítést nem a mindenkori vételi, hanem egy fix frekvenciára (ún. középfrekvencia, KF) hangolt erősítőfokozatokkal érik el. A középfrekvenciát úgy állítják elő, hogy a vételi frekvencián érkező, egy fokozatban erősített jelet a keverő fokozaton „keverik” a helyi oszcillátor jelével. A hangolóelem egy kettős forgókondenzátor, amelynek egyik tagja a vételi frekvenciára hangolt első erősítőfokozat, másik tagja a helyi oszcillátor frekvenciáját állítja be úgy, hogy annak és a vételi frekvenciának a különbsége (esetleg összege) mindig a KF értékére adódjon. A keverő fokozat kimenetén a kevert két jelen kívül megjelennek olyan jelkomponensek, amelyeknek frekvenciája a bemenetére adott jelek összege ill. különbsége. Ezek egyikét (praktikus okokból általában a különbségi frekvenciásat) választják ki, és erősítik a középfrekvenciás erősítőn (majd demodulálják, és a hangfrekvenciás erősítőre vezetik). Így az egyenes vevő hibái kiküszöbölhetők.
- A „szuperrendszerű rádiókészülék” megnevezés jótékony kereskedelmi hatásokkal járt
- A fixen hangolt KF-erősítés miatt a vételi frekvenciától független a sávszélesség
- Viszonylag egyszerűen megvalósítható nagy rádiófrekvenciás erősítés (sok fokozat egyszerűen összehangolható)
- Az optimális („kétpúpú”) átviteli karakterisztika egyszerűbben megvalósítható, mint az egyenes rendszerű készüléknél
- Bonyolultabb felépítésű az egyenes rendszerű vevőknél (bőven tartalmaz hangoló elemeket)